# Susie Essman
Susan 'Susie' Essman (The Bronx - New York, 31 mei 1955) is een Amerikaanse actrice, filmproducente, scenarioschrijfster en stand-upkomiek.

## Biografie
Essman werd geboren in de borough The Bronx van New York en groeide op in Mount Vernon (New York), en is van Joodse afkomst. Zij heeft gestudeerd aan de State University of New York in New York, waar zij haar bachelor haalde. Essman begon haar carrière in de eerste twintig jaar als stand-upkomiek in de plaatselijke clubs. Essman is sinds 2008 getrouwd en is stiefmoeder van drie dochters en een zoon.

## Filmografie

### Films
Uitgezonderd korte films.
- 2017: Band Aid - als Shirley
- 2012: Putzel – als Gilda
- 2010: Cop Out – als Laura
- 2009: Loving Leah – als Malka
- 2008: Bolt – als Mittens (stem)
- 2005: The Man – als luitenant Rita Carbone
- 2005: Untitled Susie Essman Project – als ??
- 2002: The Secret Lives of Dentists – als verpleegster
- 2000: Keeping the Faith – als Ellen Friedman
- 1998: The Siege – als spreekster bij protest
- 1997: Volcano – als Anita
- 1997: What's Your Sign? – als Carla
- 1991: Teenage Mutant Ninja Turtles II: The Secret of the Ooze – als Soho vrouw
- 1988: Punchline – als kapster van Lilah
- 1988: Crocodile Dundee II – als gids

### Televisieseries
Uitgezonderd eenmalige gastrollen.
- 2022 Hacks - als Elaine - 2 afl.
- 2000-2021: Curb Your Enthusiasm – als Susie Greene – 82 afl.
- 2019: Bless This Mess - als Donna - 7 afl.
- 2016-2019: Those Who Can't - als Leslie Bronn - 10 afl.
- 2015-2019: Broad City - als Bobbi Wexler - 8 afl.
- 2015-2018: Law & Order: Special Victims Unit - als Arlene Heller - 4 afl.
- 2009-2018: American Dad! - als mrs. Lonstein (stem) - 7 afl.
- 2015: Weird Loners - als Evelyn Goldfarb - 2 afl.
- 2002-2003: Crank Yankers'– als Helen Higgins – 4 afl.
- 1994: Hardcore TV – als sportvrouw – 2 afl.
- 1988-1989: Baby Boom – als Charlotte Elkman – 13 afl.

### Filmproducente
- 2005: Untitled Susie Essman Project - film

### Scenarioschrijfster
- 2005: Untitled Susie Essman Project - film
- 1989: Caroline's Comedy Hour – televisieserie – 2 afl.

- International Standard Name Identifier: 0000 0000 5899 9196
- Library of Congress Control Number: n2009024543
- MusicBrainz: bd1e4be6-b2df-4539-9e1b-994ea8c1a861
- Virtual International Authority File: 86261674
- WorldCat: E39PBJgxtVBRjhyKdJ9hHY9qwC